# Stefan Ustorf
Stefan Ustorf (* 3. ledna 1974 v Kaufbeurenu, Německo) je bývalý německý profesionální hokejista. Krátce hrál v NHL, většinu kariéry strávil v německé hokejové lize.

## Hráčská kariéra

### Klubová kariéra
S vrcholovým hokejem začínal v Kaufbeurenu, od roku 1991 hrál tři sezóny nejvyšší německé soutěže za místní ESV Kaufbeuren. Do NHL byl draftován v roce 1992 z 53. pozice týmem Washington Capitals. V sezóně 2005/06 se ve Washingtonu pokoušel prosadit, odehrál 48 utkání s bilancí 7 gólů a 10 asistencí. K několika utkáním nastoupil i v další sezóně, ovšem neprosadil se bodově a většinu ročníku odehrál za Portland Pirates v AHL. V dalších letech nastupoval v nižší zámořské lize IHL za Las Vegas Thunder, Detroit Vipers a Cincinnati Cyclones. Výjimkou byla sezóna 1997/98, kdy v týmu Berlin Capitals působil jako trenér jeho otec a ten jej přivedl zpět do Německa. Definitivně se do německé ligy vrátil v roce 2001. Nastupoval nejprve za Adler Mannheim, od sezóny 2004/2005 za Eisbären Berlin. S nimi v letech 2005, 2006,
2008 a 2009 získal německý titul. Během zápasu v prosinci 2011 utrpěl vážný otřes mozku. K žádnému dalšímu utkání již nenastoupil a oficiálně ukončil kariéru v březnu 2013.

### Reprezentace
Byl dlouholetým reprezentantem i kapitánem národního týmu. Po mistrovství světa v roce 2006 se s reprezentací rozloučil, vrátil se ještě krátce na světový šampionát 2008, po něm reprezentační kariéru ukončil definitivně. Celkem odehrál za Německo 128 zápasů.

## Klubové statistiky
| Sezona            | Klub                | Soutěž            | Základní část | Základní část | Základní část | Základní část | Základní část | Play off | Play off | Play off | Play off | Play off |
| Sezona            | Klub                | Soutěž            | Z             | G             | A             | B             | TM            | Z        | G        | A        | B        | TM       |
| ----------------- | ------------------- | ----------------- | ------------- | ------------- | ------------- | ------------- | ------------- | -------- | -------- | -------- | -------- | -------- |
| 1991/92           | ESV Kaufbeuren      | GER               | 41            | 2             | 22            | 24            | 46            |          |          |          |          |          |
| 1992/93           | ESV Kaufbeuren      | GER               | 37            | 14            | 18            | 32            | 32            |          |          |          |          |          |
| 1993/94           | ESV Kaufbeuren      | GER               | 38            | 10            | 20            | 30            | 21            |          |          |          |          |          |
| 1994/95           | Portland Pirates    | AHL               | 63            | 21            | 38            | 59            | 51            | 7        | 1        | 6        | 7        | 7        |
| 1995/96           | Portland Pirates    | AHL               | 8             | 1             | 4             | 5             | 6             | –        | –        | –        | –        | –        |
| 1995/96           | Washington Capitals | NHL               | 48            | 7             | 10            | 17            | 14            | 5        | 0        | 0        | 0        | 0        |
| 1996/97           | Portland Pirates    | AHL               | 36            | 7             | 17            | 24            | 27            | –        | –        | –        | –        | –        |
| 1996/97           | Washington Capitals | NHL               | 6             | 0             | 0             | 0             | 2             | –        | –        | –        | –        | –        |
| 1997/98           | Berlin Capitals     | DEL               | 45            | 17            | 23            | 40            | 54            |          |          |          |          |          |
| 1998/99           | Las Vegas Thunder   | IHL               | 40            | 11            | 17            | 28            | 40            | –        | –        | –        | –        | –        |
| 1998/99           | Detroit Vipers      | IHL               | 14            | 3             | 7             | 10            | 11            | 11       | 4        | 7        | 11       | 2        |
| 1999/00           | Cincinnati Cyclones | IHL               | 79            | 20            | 34            | 54            | 53            | 11       | 1        | 4        | 5        | 10       |
| 2000/01           | Cincinnati Cyclones | IHL               | 71            | 19            | 38            | 57            | 43            | 5        | 0        | 6        | 6        | 4        |
| 2001/02           | Adler Mannheim      | DEL               | 58            | 15            | 31            | 46            | 44            | 12       | 2        | 2        | 4        | 10       |
| 2002/03           | Adler Mannheim      | DEL               | 40            | 13            | 14            | 27            | 70            | 4        | 1        | 1        | 2        | 2        |
| 2003/04           | Adler Mannheim      | DEL               | 15            | 1             | 9             | 10            | 12            | –        | –        | –        | –        | –        |
| 2003/04           | Krefeld Pinguine    | DEL               | 21            | 1             | 9             | 10            | 20            | –        | –        | –        | –        | –        |
| 2004/05           | Eisbären Berlin     | DEL               | 51            | 16            | 20            | 36            | 63            | 12       | 2        | 10       | 12       | 0        |
| 2005/06           | Eisbären Berlin     | DEL               | 49            | 13            | 24            | 37            | 38            | 11       | 2        | 11       | 13       | 6        |
| 2006/07           | Eisbären Berlin     | DEL               | 41            | 9             | 19            | 28            | 34            | –        | –        | –        | –        | –        |
| 2007/08           | Eisbären Berlin     | DEL               | 55            | 20            | 33            | 53            | 67            | 14       | 4        | 3        | 7        | 14       |
| 2008/09           | Eisbären Berlin     | DEL               | 41            | 7             | 29            | 36            | 46            | 9        | 2        | 5        | 7        | 2        |
| 2009/10           | Eisbären Berlin     | DEL               | 53            | 13            | 29            | 42            | 80            | 5        | 2        | 2        | 4        | 4        |
| 2010/2011         | Eisbären Berlin     | DEL               | 50            | 13            | 23            | 36            | 47            | 12       | 5        | 13       | 18       | 4        |
| Bundesliga celkem | Bundesliga celkem   | Bundesliga celkem | 116           | 26            | 60            | 86            | 99            | 0        | 0        | 0        | 0        | 0        |
| AHL celkem        | AHL celkem          | AHL celkem        | 107           | 29            | 59            | 88            | 84            | 7        | 1        | 6        | 7        | 7        |
| IHL celkem        | IHL celkem          | IHL celkem        | 204           | 53            | 96            | 149           | 147           | 27       | 5        | 17       | 22       | 16       |
| DEL celkem        | DEL celkem          | DEL celkem        | 519           | 138           | 263           | 401           | 575           | 79       | 20       | 47       | 67       | 42       |
| NHL celkem        | NHL celkem          | NHL celkem        | 54            | 7             | 10            | 17            | 16            | 5        | 0        | 0        | 0        | 0        |